# Kongres Kultury Regionów
Kongres Kultury Regionów – wydarzenie poruszające tematy z zakresu ochrony niematerialnego dziedzictwa kulturowego oraz upowszechniania wiedzy o kulturze regionów.

## Historia
Organizatorem Kongresu Kultury Regionów jest Małopolskie Centrum Kultury SOKÓŁ w Nowym Sączu. Pierwszy Kongres odbył się w Nowym Sączu w dniach 22–24 września 2015 roku. Został zainicjowany przez ówczesnego Członka Zarządu Województwa Małopolskiego – Leszka Zegzdę. Co roku w Kongresie bierze udział ok. 350 osób z całej Polski związanych z kulturą regionalną.
Wśród gości Kongresu dotychczas znaleźli się m.in.: Jerzy Vetulani, Barbara Fatyga, Franciszek Ziejka, Dagoberto Valdés Hernández, Szymon Hołownia, Jan Adamowski, Stanisław Hodorowicz, Tomasz Homa SJ, Józef Kąś, Kazimierz Sikora, Kazimierz Tischner, Jan Święch, Łukasz Gaweł, Michał Drożdż, Jerzy Bartmiński, Weronika Grozdew-Kołacińska, Piotr Dahlig, Zbigniew Przerembski, Maria Pomianowska, Halina Karaś.

## Program
W programie Kongresu znajdują się liczne wykłady, panele tematyczne i dyskusyjne z udziałem zaproszonych gości, warsztaty oraz widowiska tworzone specjalnie na tę okazję.
Każdej edycji Kongresu towarzyszy również wystawa sztuki ludowej czy też fotografii o tematyce kultury ludowej oraz ceremonia uhonorowania osób zasłużonych dla zachowania i rozwoju dziedzictwa kulturowego Małopolski.